# 柳生忠平
柳生 忠平（やぎゅう ちゅうべい、1976年 (昭和51年)  - ）は、日本の妖怪画家。
妖怪美術館 (香川県小豆郡) の館長。

## 人物
香川県にある小豆島 (香川県小豆郡) 出身。

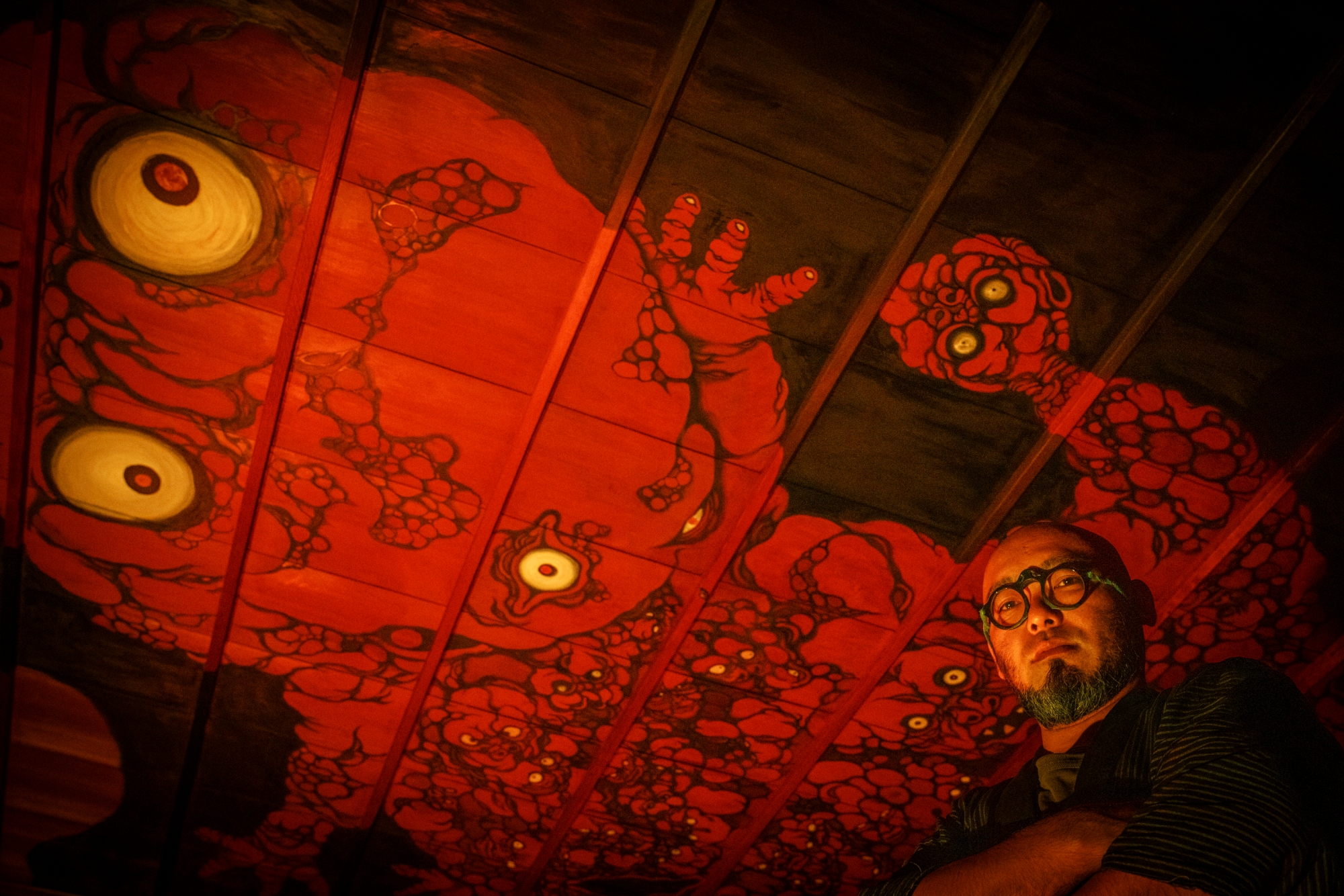
妖怪美術館4号館にて。自身の作品である天井画とともに。

幼い頃から水木しげるの漫画「ゲゲゲの鬼太郎」が愛読書で「妖怪に会いたい、友達になりたい」と妖怪に対して強い憧れを抱き、妖怪に会いたい一心で妖怪を描き続けていたという。
その絵をある先生に褒められたことが美大を目指すきっかけになる。宝塚造形芸術大学（現・宝塚大学）に進学し、油彩を専攻した。
1998年大学卒業後、株式会社叶匠寿庵のデザイナーとして和菓子の販促物、パッケージのデザインに携わる。その後2002年に26歳で小豆島に戻った。親族の会社を継ぐための帰郷だったが、「自分はどうしても絵が描きたい。それも昔から身近に感じていた妖怪を。」という思いが募って2005年に妖怪の姿を専門に描く絵描きになることを宣言（「絵描鬼（えかき）」宣言）、妖怪画家として活動をスタートした。
美大で絵画を学んでいたときはぐにゃぐにゃした管のようなものがくっついた抽象的表現で妖怪を描いていたが、抽象表現をやめて浮世絵や漫画、水墨画などの日本美術を手本に勉強しなおし、目に映るもの、耳に聞こえるものから連想した様々な妖怪の絵を描いている。島で妖怪を描いていることから、妖怪をテーマにした街おこしをしようという動きにもつながり、有志で13年に「妖怪造形大賞」を創設。妖怪造形作品のコンテスト「妖怪造形大賞」の審査委員も勤める。2018年2月から小豆島にある妖怪美術館館長に就任。
日本国内のほか台湾でも個展を開催。上海で展示会を開いたり、フランスやイタリアでの個展やアートブックフェアになどのイベントに展示するなど国外でも活動し、「妖怪アート」の魅力を世界に伝えている。2019年にはフランスのノワイエ・シュル・スランにある「ポルテペイント国際アートセンター(La Porte Peinte Centre pour les Arts)」から招聘を受け、約2か月間滞在・作成、30点以上の作品が収蔵、常設展示されている。全国から創作妖怪フィギュアを募り、これまで903点以上を集めた。
イベント等で描いているライブペイントのほか、妖怪美術館や個展などで描いている人と対話しながらその内面を描画する「妖怪風似顔絵」が人気。
「柳生忠平」という名前は雅号であり、本名は非公開。
ビックリマンに夢中になった世代のアーティストやイラストレーターが、人気キャラのイラストを描き下ろす『ぼくらのビックリマン　スーパーゼウス編』(２０１９年３月１９日関東甲信越・静岡で先行発売)にて、「妖ゼウス」（あやかしゼウス）のシールイラストを手掛けている。

## 主な個展開催
2006年
- 個展「忠平の妖怪絵展」（小豆島　オリーブの島郵便局）[12]
- 個展「柳生忠平の妖怪絵」（京都　ギャラリー青い風）[12]
- 旧坂出警察署からインスピレーションを受けて作品を作成・展示する「旧坂出警察署お別れプロジェクト」（香川県坂出市　旧坂出警察署）の｢独房展　静廻｣にてインスタレーションを発表（2006/11～2007/2）[12]

2007年
- 個展「化々」（銀座　ギャラリー青羅）[12]

2008年
- 個展「宴怪」（京都二条　雨林舎）[12]

2009年
- 個展「宴怪」（東京　アトランティコギャラリーSHIBUYA・亀福）[12]

2010年
- 企画展「絵描鬼　柳生忠平展」（高松市塩江美術館）[13]
- 「いただきさんアート号製作プロジェクト」（高松市　中央商店街）に「いただきさんアート号 – 柳生兄妹」を出展[12]
- 個展「宴怪」（大阪　ギャラリーあしたの箱）[12]
- 個展「宴怪」（高松市　sottoprodotto）[12]

2011年
- 個展「雨日和」（京都二条　雨林舎）[12]
- 企画展「妖怪絵図展」[12]

2012年
- グループ展「地平線」(中国上海　雅巣画廊)[12]

2013年
- 個展「妖怪絵圖」（香川県小豆郡　MeiPAM）[12]

2014年
- 個展「百鬼創造」（南青山　Triplet）ー2014/12/12～12/28[12]

2015年
- 個展「百鬼楽楽」(六本木 ストライプハウスギャラリー)[13]ー2015/5/8～5/16[14]
- 個展「柳生忠平展」(台湾 綠光+marüte)[13]

2016年
- 個展「隠シ里」(六本木 ストライプハウスギャラリー)[13]ー 2016/6/3-6/15[15]

2017年
- 個展「妖怪絵圖 まつろわぬものたち」(六本木 ストライプハウスギャラリー)[13]ー2017/5/31～6/14[16]
- 個展「妖怪絵図展」(台湾 田園城市ギャラリー)[13]
- 個展「妖怪製造装置」(京都 京都場)[13] ー2017/10/7～10/29[17]

2018年
- 個展「柳生忠平妖怪絵圖 」(六本木 ストライプハウスギャラリー)[13]ー 2018/6/2～6/10[18]
- 個展「柳生忠平妖怪絵圖」(谷中 空薫）[19]

2019年
- 個展「柳生忠平妖怪絵圖」(六本木 ストライプハウスギャラリー)[13] ー2019/6/16～6/26[20]
- 企画展「足助百物語」(豊田市足助町　寿ゞ家(すずや)) 2019/8/3～8/15[21]
- アーティスト・イン・レジテンス「柳生忠平 妖怪絵圖 邂逅」（フランス　ノワイエ・シュル・スラン　「ポルテペイント国際アートセンター(La Porte Peinte Centre pour les Arts)」）[13]

2020年
- 個展「柳生忠平妖怪絵圖 」(六本木 ストライプハウスギャラリー)[13] ー2020/6/22～6/30[22]
- 個展「モノノケたちがつないだ縁」（敦賀市 きもの庵なご）　2020/9/26～9/27[23]
- グループ展 「百鬼夜行 第二夜 奇々怪々」（京橋　メゾンドネコ）ー2020/10/2～10/6[24]

2021年
- 個展「柳生忠平妖怪絵圖　猫目の月」(六本木 ストライプハウスギャラリー) 2021/2/2～2/13[25]
- グループ展　「百鬼夜行　第三夜　荒井良＆柳生忠平　2人展」（京橋　メゾンドネコ）ー2021/7/23～7/27[26]
- 三人展　「猫と妖怪〜異界絵本〜」（京橋　メゾンドネコ）ー2021/9/23～9/28[27]

2022年
- 個展「柳生忠平妖怪絵圖　猫又の話 」(六本木 ストライプハウスギャラリー) ー2022/2/2～2/12[28]
- グループ展 「百鬼夜行 万妖奇譚」（京橋　メゾンドネコ）ー2022/7/28～8/3[29]
- 個展「柳生忠平妖怪絵圖大洲にて」　(愛媛県大洲市　コミュニティースペースとも家）ー2022/8/5～8/7[30]

2023年
- 個展「柳生忠平妖怪絵圖 」(六本木 ストライプハウスギャラリー) ー2023/1/6～1/14[31]
- 企画展「美濃路もののけストリート（仮）」（愛知県清洲市 cafe&galleryMIDORIYA）2023/3/30～4/7[32]
- 企画展「妖怪戯画」（京都府京都市 細辻伊兵衛美術館）ー2023/7/2[33]
- グループ展「異端と怪異のユートピア」（東京 京橋 スパンアートギャラリー）ー2023/7/22～8/1[34]
- グループ展「百鬼行脚」（東京 京橋 メゾンドネコ）－2023/9/13～9/18[35]
- 企画展「ま〜だだ ようかい」（東京 江戸川橋 そよや江戸端）2023/10/17～10/25[36]

2024年
- 個展「柳生忠平妖怪絵圖 」(六本木 ストライプハウスギャラリー) 2024/3/14～3/23[37]
- 企画展「美濃路もののけストリート(零)」(愛知県 清須市 cafe & gallery MIDORIYA)ー2024/3/30～2024/4/7[38]
- 第2回四国妖怪フェスティバル妖怪アーティスト特別展「妖怪画家 柳生忠平と写真家 マルコのYOKAI」(徳島県三好市 道の駅大歩危・妖怪屋敷と石の博物館)2024/5/25～8/31[39]
- 企画展「もののけの宴〜房総編〜 妖怪彫刻家 武本大志との二人展」(千葉県富津市 鋸山美術館)2024/6/29～12/25[40]
- グループ展「百鬼夜行～夜市～」(東京 京橋 メゾンドネコ)2024/7/17〜7/21、2024/7/26～7/30[41]
- 個展「柳生忠平  妖怪絵圖」 (東京都台東区 松坂屋上野店 7階アートスペース）2024/8/7～8/13[42]

2025年
- 妖怪画家 個展 開催10周年 「柳生忠平妖怪絵圖 百鬼縁怪」（東京都港区六本木 ストライプハウス・ギャラリー）2025/4/2～4/11[43]
- 企画展「美濃路もののけストリート(壱)」(愛知県 清須市 cafe & gallery MIDORIYA)ー2025/4/3～4/29[44]